# タリンチャン駅
タリンチャン駅（タリンチャンえき、タイ語：สถานีรถไฟชุมทางตลิ่งชัน）はタイ王国のバンコク都タリンチャン区にある、タイ国有鉄道南本線及びライトレッドラインの駅である。

## 概要
1903年6月19日、当駅付近を含むタイ国鉄南本線第1期区間トンブリー - ペッブリー間が開通。1927年1月1日には、南本線と他線区の接続のため、当駅で分岐して北本線バーンスー分岐駅へ至る連絡線が開通し、以来分岐駅として機能している。
連絡線の開通後、南本線の列車は、旅客列車については北本線フワランポーン駅、貨物列車についてはバーンスー操車場に発着する連絡線経由の列車が主体となり、トンブリー駅発着列車は一部のローカル列車のみとなっている。
2000年代のバンコクの都市鉄道整備計画では、タイ国鉄南本線及び東線沿いにバンコク近郊の東西を結ぶ路線を「SRTライトレッドライン」として整備することとしている。2010年時点では第1期区間が着工済みであり、2021年8月2日、ライトレッドライン第1期区間のバーンスー中央（当時） - タリンチャン間で無料運行が開始された。

## 歴史
- 1903年6月19日 【開業】旧トンブリー駅 - ペッチャブリー駅 （150.49 km）
- 1927年1月1日 【開業】バーンスー駅 - タリンチャン駅 （14.66 km）
- 2021年8月2日 【運行開始】ライトレッドライン バーンスー中央駅（現・クルンテープ・アピワット中央駅） - タリンチャン駅

## 駅構造

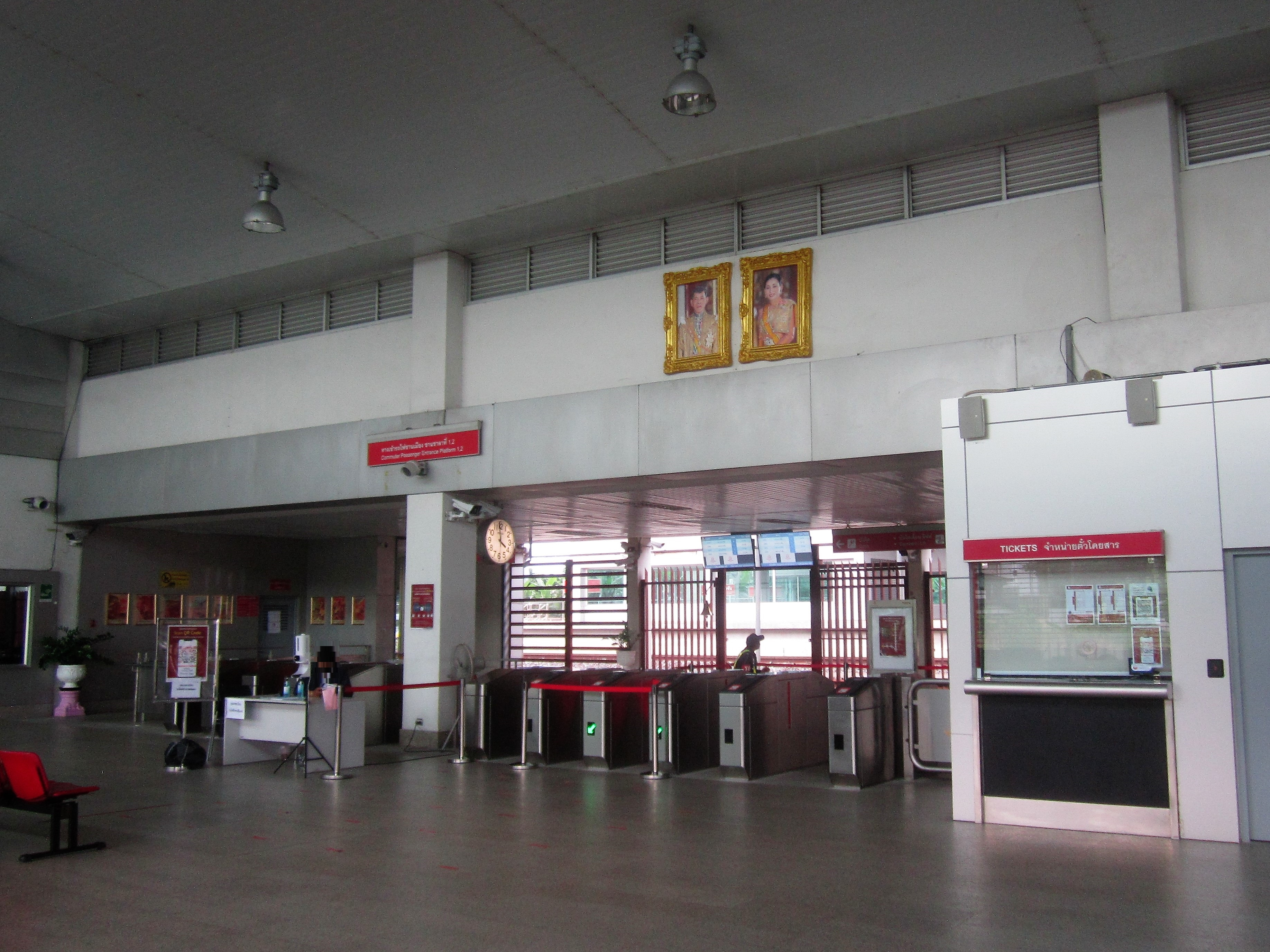
改札口

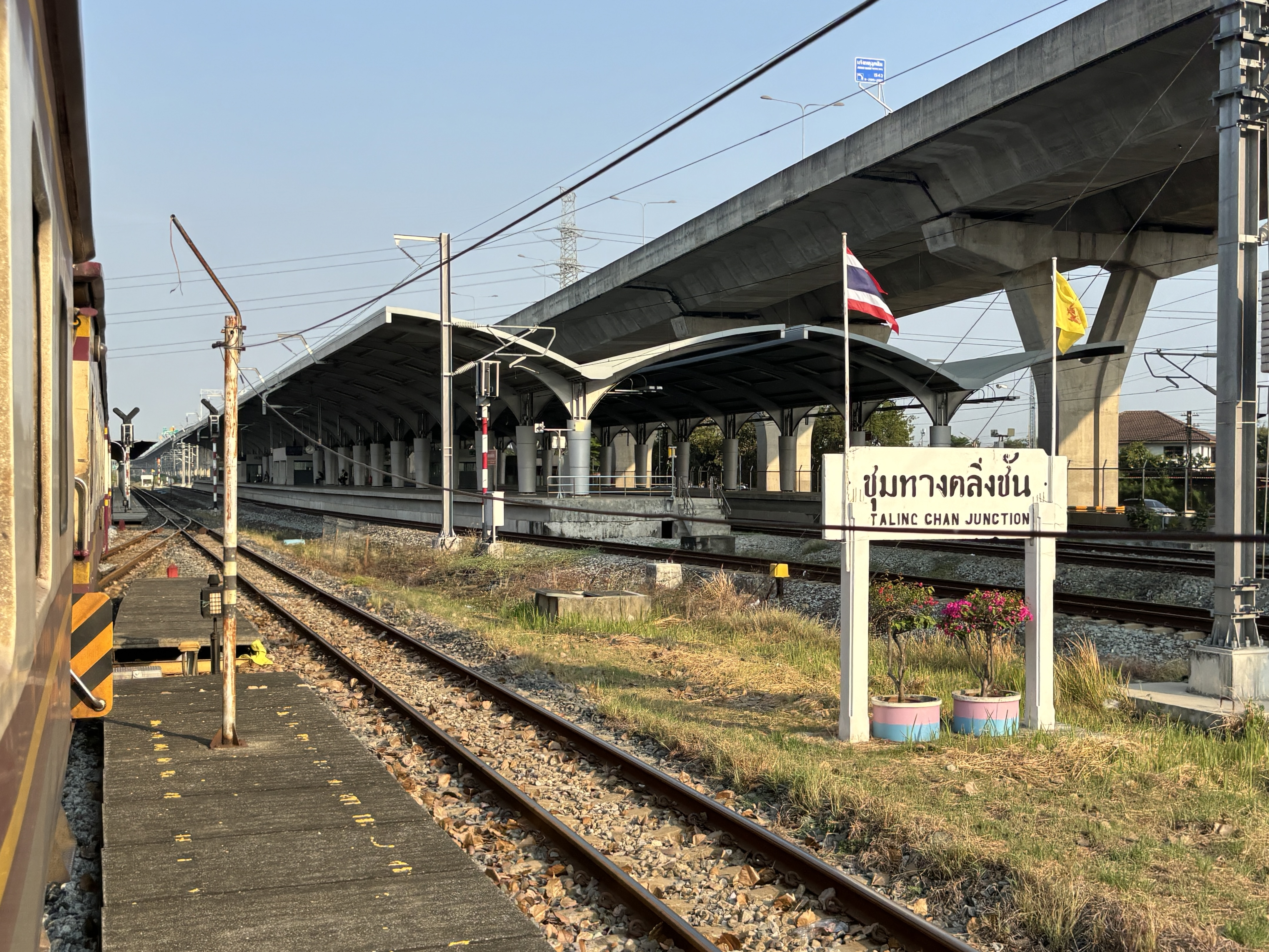
写真手前が南本線ホームとライトレッドラインホーム

南本線が単式ホーム2面2線、ライトレッドラインが島式ホーム2面4線の地上駅で、互いのホームは並んでいる。南本線・ライトレッドライン共用の駅舎はホーム南側にあり、南本線ホームへは同一階から出ることができ、ライトレッドラインへは地下通路を介して連絡している。

### のりば
| 番線                             | 路線                 | 行先                                                 |
| 南本線ホーム（地上）             | 南本線ホーム（地上） | 南本線ホーム（地上）                                 |
| -------------------------------- | -------------------- | ---------------------------------------------------- |
| 南側(駅舎側)線路                 | 南本線               | トンブリー、スンガイコーロック、パダン・ブサール方面 |
| 北側線路                         | 南本線               | クルンテープ・アピワット中央、フワランポーン方面     |
| ライトレッドラインホーム（地上） |                      |                                                      |
| 1                                | ライトレッドライン   | クルンテープ・アピワット中央方面                     |
| 2・3                             | ライトレッドライン   | 当駅止まり                                           |
| 4                                | ライトレッドライン   | クルンテープ・アピワット中央方面                     |

## 隣の駅
タイ国有鉄道
 ライトレッドライン
バンバムル駅 (RW05) - タリンチャン駅 (RW06)
南本線
バーンラマート駅/バンバムル駅 - タリンチャン駅 - バーンチムピー駅